# 青春・オン・ザ・ロード
「青春・オン・ザ・ロード」（せいしゅん・オン・ザ・ロード）はメロン記念日×THE COLLECTORSのシングル。2009年10月21日に発売された。

## 概要
メロン記念日が行った『ロック化計画コラボレーションシングル』シリーズの第四弾。THE COLLECTORSとのコラボレーション。
全国のタワーレコード店舗、タワーレコードオンラインショップ、メロン記念日のコンサート及びイベントの物販のみで発売された。
背表紙にはメロン記念日の「記」の字が記載されている。

## セルフカバー
本作リリースから7年後の2016年、THE COLLECTORSが自身のDVD-BOX『MUCH TOO ROMANTIC!～The Collectors 30th Anniversary CD/DVD Collection』にて同曲をセルフカバーした。

## 収録曲
作詞・作曲：加藤ひさし　編曲：THE COLLECTORS×吉田仁
1. 青春・オン・ザ・ロード
2. 青春・オン・ザ・ロード（Instrumental）